# Усть-Тыпыл
Усть-Тыпыл — упразднённый в апреле 2016 года посёлок, относившийся к городу областного подчинения Карпинску Свердловской области России.

## География
Усть-Тыпыл располагался в 78 километрах к юго-западу от города Карпинска (в 94 километрах по автодороге), на правом берегу реки Косьвы, в устье правого притока — реки Тыпыл. Автомобильное сообщение с бывшим посёлком затруднено из-за отсутствия мостов на реках Тылай и Тыпыл. Урочище более доступно со стороны Пермского края.
Относится к ведомству исправительно-трудовых учреждений.

## История
Упразднён 19.09.2013 года решением Думы городского округа Карпинск от 19.09.2013 года № 20/4 «Об упразднении населенных пунктов посёлок Усть-Тыпыл и посёлок Верхняя Косьва», но законом Свердловской области не подтверждено.
Упразднён Законом Свердловской области от 26.04.2016 № 38-ОЗ.

## Население
| 2002 | 2010 |
| ---- | ---- |
| 0    | →0   |